# Габсбург (Швейцарія)
Га́бсбург (нім. Habsburg AG) — громада  в Швейцарії в кантоні Ааргау, округ Бругг. Заснована на початку XVI ст. неподалік Габсбурзького замку.

## Історія
Територія Габсбурга була заселена в бронзовому віці. Близько 1027 року за наказом графа Радбота, родоначальника Габсбурзького дому, тут був збудований замок Габсбург. За легендою замок (нім. Habichtsburg) отримав назву від яструба (нім. Habicht), що сидів на його стінах. За іншими версіями назва походить від верхньонімецького слова «брід» (hab / hap), через розташування біля броду на річці Ааре. 1415 року цим замком заволоділа Швейцарська Конфедерація, яка вигнала Габсбургів з кантону Ааргау. Відтоді замок занепав, а його терени поросли лісом. 
На початку XVI ст., на південному сході від замкової гори, було закладено поселення — майбутнє село Габсбург. 1529 року в ньому нараховувалося лише 4 будинки. Воно входило до протестантської парафії Віндіша. Населення займалося переважно сільським господарством. 
1747 року в Габсбурзі постала перша школа. 1896 року тут збудували пожежну станцію, 1908 року провели водопровід, а 1916 року — електрику. 

## Географія
Громада розташована у Північній Швейцарії на відстані близько 80 км на північний схід від Берна, 14 км на північний схід від Аарау.  Відстань до окружного центру Бругг — 3 км. Рельєф гористий. Найвища точка — 463 м над рівнем моря. Поселення сформувалося як село нерегулярної забудови (Haufendorf). Воно розташоване над долиною річки Ааре, на схід від гори Вюпельсберг.
Габсбург має площу 2,2 км², з яких на 8,9% дозволяється будівництво (житлове та будівництво доріг), 29,9% використовуються в сільськогосподарських цілях, 61,2% зайнято лісами, 0% не є продуктивними (річки, льодовики або гори).

## Демографія
2019 року в громаді мешкало 422 особи (-0,5% порівняно з 2010 роком), іноземців було 10,7%. Густота населення становила 189 осіб/км².
За віковим діапазоном населення розподілялося таким чином: 15,4% — особи молодші 20 років, 64,7% — особи у віці 20—64 років, 19,9% — особи у віці 65 років та старші. Було 186 помешкань (у середньому 2,3 особи в помешканні).
Із загальної кількості 74 працюючих 10 було зайнятих в первинному секторі, 14 — в обробній промисловості, 50 — в галузі послуг.
| Рік      | 1768 | 1850 | 1900 | 1930 | 1950 | 1960 | 1970 | 1980 | 1990 | 2000 | 2010 |
| Мешканці | 98   | 176  | 144  | 170  | 133  | 126  | 150  | 243  | 322  | 368  | 421  |

## Релігія
Згідно з переписом 2000 року 220 осіб (59,8%) належали до Швейцарської кальвіністської церкви, 85 осіб (23,1%) — до Католицької церкви, 2 особи (0,54%) — до Християнської Католицької церкви Швейцарії.